# Fante
Fante albo Fanti – grupa etniczna w południowej Ghanie i częściowo na Wybrzeżu Kości Słoniowej. Aktualnie liczy około 1 850 000 ludzi. W XVIII wieku zawiązali Konfederację, byli sprzymierzeni z Brytyjczykami podczas wojny w latach 1873–1874.
Według przekazów ustnych, Fanti przybyli na obecne tereny z północy w XVII stuleciu. Byli pośrednikami w handlu między lokalnymi i brytyjskimi oraz holenderskimi kupcami na wybrzeżu. Na początku XVIII wieku Fanti utworzyli Konfederację, przede wszystkim jako środek ochrony przeciw najazdom Aszanti z wnętrza kraju, wybuchło jednak kilka wojen z Aszanti. Fanti byli wspomagani przez Brytyjczyków, którzy jednak rozbili silną konfederację założoną między 1868 a 1872, wierząc w groźbę ich hegemonii na wybrzeżu. W roku 1874 połączone armie Fanti i brytyjska pokonały Aszanti i w tym samym roku Fanti stali się częścią brytyjskiego Złotego Wybrzeża.

## Znane osoby
- Katolicki arcybiskup Cape Coast Peter Turkson jest prawdopodobnie najbardziej znanym Fante na świecie.
- Były sekretarz generalny Organizacji Narodów Zjednoczonych Kofi Annan jest potomkiem Fante.